# Tony Dolan
Demolition Man (echte naam Tony Tolan) (Newcastle, Engeland, 21 januari 1964) is een Britse musicus. 
Hij is de zanger, bassist, componist en tekstschrijver van de Britse metalband Venom Inc. Hij was daarnaast de zanger en bassist van  Venom, Atomkraft en M-Pire Of Evil. Tegenwoordig speelt hij met oud oorspronkelijke Venom-leden Mantas en Abaddon in Venom Inc. Kenmerkend in zijn zang zijn onder meer zijn rollende "R" en het sporadische gebruik van distortion op de microfoon. Als acteur had hij bijrollen in onder meer Judge Dredd en Master and Commander: The Far Side of the World. Als ingenieur bouwde hij mee aan de vliegende auto in de Ian Flemming musicalfilm Chitty Chitty Bang Bang en was hij verantwoordelijk voor de podiumtechniek van de Duitse band Rammstein.

## Geschiedenis

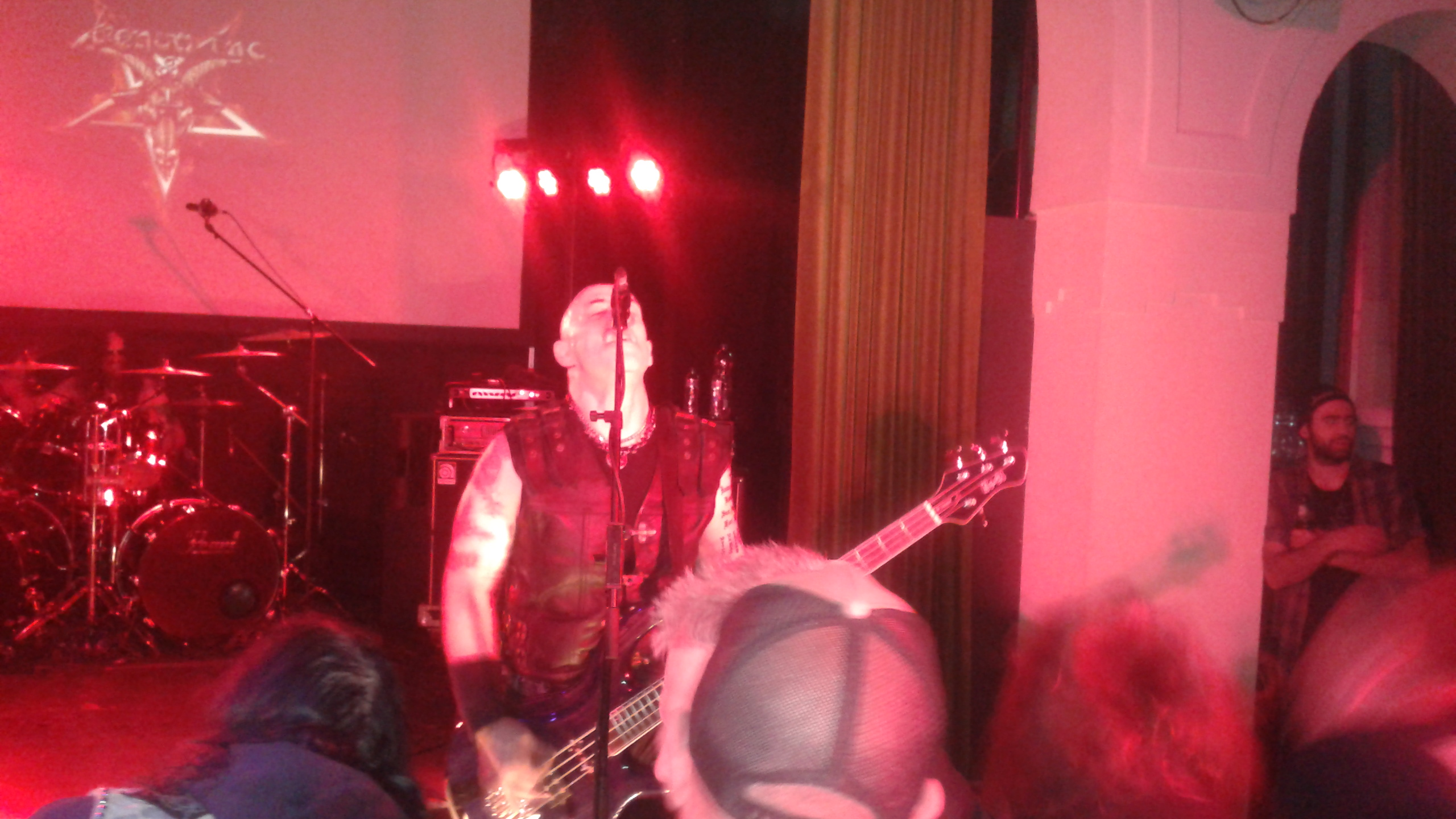
Tony Dolan live in Dudok, Tilburg (27 oct 2016)

Demolition Man werd geboren in Newcastle, in Engeland. Een groot deel van zijn jeugd bracht hij door in Canada, waar zijn vader hem leerde boksen en waar hij gitaar leerde spelen. In zijn tienerjaren verhuisde zijn gezin terug naar Engeland, waar hij in 1979 de band Atomkraft oprichtte, toen nog als gitarist. Hij koos voor de naam Atomkraft vanwege de klank ervan, mede omdat zijn grote voorbeeld Lemmy van Motörhead ook koos voor een Duits klinkende bandnaam.
De eerste demo van Atomkraft wordt aangeboden aan Neat Records in Newcastle, waar op dat moment Venom zanger Cronos werkt. Het zou tot 1985 duren voor het Atomkraft debuutalbum “Future Warriors” door Neat Records uitgebracht zou worden. Op dat moment werkt Cronos niet meer bij Neat Records.  Door diverse andere werkzaamheden van de bandleden wordt in Atomkraft met grote regelmaat een pauze ingelast, waarvan de langste tussen 1988 en 2005. In de tussenliggende periode werkt Dolan onder meer als vervanger van Cronos in Venom en werkt hij aan zijn carrière in de filmindustrie.
Cronos en Dolan hebben nooit een periode van vriendschap gekend en het stoort Cronos dan ook enorm als na zijn vertrek uit Venom uitgerekend Demolition Man als zijn opvolger wordt aangekondigd. Op zijn beurt heeft Dolan nooit een moment nagedacht over de pijn die hij daarmee zou kunnen veroorzaken, aangezien hij slechts mee wilde helpen de band van zijn vriend Mantas, de gitarist en oprichter van Venom, overeind te houden.
Met Venom neemt hij drie officiële studioalbums op en neemt bovendien klassiekers als ‘Countess Bathory’ en ‘Raise The Dead’ opnieuw op, in een eigentijdse versie. Ondanks redelijke hits als ‘Prime Evil’, ‘Blackened Are The Priests’ en ‘Surgery’, besluit de band na drie albums, waarvan de verkoop toch enigszins tegenvalt, om te stoppen.

## Terugkeer in muziek
Als oud Venom gitarist Mantas in 2004 zijn eerste album onder de naam Mantas wil maken, vraagt hij Dolan als bassist. De twee besluiten samen de band Prime Evil op te richten, vernoemd naar het eerste album dat ze samen opnamen. Om juridische redenen besluit het tweetal de naam te veranderen in het anagram van Prime Evil, M-Pire of Evil. Opvallend detail hierbij is dat de drums worden gespeeld door Antton, de broer van Cronos, die Venom na een conflict met zijn broer eveneens heeft verlaten. Kort daarop richt Dolan ook zijn jeugdliefde Atomkraft weer op.
Nadat ook Antton M:Pire verlaten heeft, komt de band bij drummer JXN, een alias van Mark Jackson. Op dit moment gonst het echter al van de geruchten dat de twee bezig zouden zijn voormalig Venom drummer Abaddon bij de band te betrekken. Hoewel dit niet speelde op dat moment bij Dolan en Mantas, lijkt het Abaddon wel te triggeren. Hij maakt een account aan op Facebook en begint optredens van de band bij te wonen. Als ook JXN stopt, doet de organisatie van het Duitse Keep It True festival het voorstel om M-Pire Of Evil op te laten treden, maar onder de naam Venom Inc een paar nummers samen met Abaddon te spelen. Vanaf dat moment neemt Venom Inc. het volledig over van de band M-Pire Of Evil. En in tegenstellig tot Venom, waarmee Mantas en Abaddon enkele incidentele optredens gaven, gaan ze met Venom Inc. op lange tournees en zoeken ze direct contact met de fans. Door de rol die Demolition Man op zich heeft, alsmede de houding die hij aanneemt naar de fans en de pers, betekent dit de definitieve erkenning voor hem als muzikant, die hij tijdens zijn eerste periode met Venom niet kreeg.

## De naam “Demolition Man”
In de beginjaren van Atomkraft treedt Tony Dolan nog op onder zijn eigen naam. Na een incident waarbij hij de versterkers van de band Avenger sloopt, wordt zijn alias voor het eerst gebruikt. In een interview met Lords of Metal uit 2015 zegt gitarist Mantas dat er niemand te noemen is die zijn alias meer heeft verdiend dan Demolition Man, aangezien hij “nooit iets heel kan laten”, of het nu gaat om “apparatuur, of medemensen”.  Op de vraag waarom hij net als de andere leden in Venom niet ook voor een naam uit de Griekse mythologie koos, vulde drummer Abaddon aan:
"Don’t forget, at that point, he WAS the Demolition Man! He didn’t have to come and be somebody else to be in this band, he was his own person. You don’t stop being Ritchie Blackmore because you join Stixx or something, you’re still Ritchie Blackmore. .“.

## Acteur
Door zijn achtergrond als ingenieur in de automatisering had hij al gewerkt voor onder meer de musical film ‘Chitty Chitty Bang Bang’. Tijdens een opdracht als technicus bij een toneelvoorstelling wordt hij min of meer door omstandigheden gedwongen om een rol op het toneel over te nemen en hij besluit het te proberen. Zijn eerste ervaring als acteur buiten het toneel, is in de film Judge Dredd, waarin hij naast Sylvester Stallone speelt. Daarna speelt hij onder meer in 2003 de rol van scheepstimmerman Mister Lamb in Master and Commander: The Far Side of the World, naast Russell Crowe, Dirty War uit 2004 en Battlefield Britain in 2004. Vanaf dat moment realiseert hij dat Hollywood zijn leven dicteert en dat hij de vrijheid om zijn eigen keuzes te maken mist. Hij richt de band Amtomkraft weer op.. In deze periode werkt hij daarnaast als productiemanager voor concerten van onder meer Rammstein en de bewegende podia voor de openingsceremonie op de Olympische Spelen van Londen.

## Levensovertuiging
In tegenstelling tot Venom zanger Cronos, die Satanisme slechts gebruikte voor het schokeffect in de muziek, noemt Demolition Man zichzelf een Satanist. Of eigenlijk een "Luciferiaan" (niet te verwarren met Luciferianist), die ervan uitgaan dat er goed en slecht in de mens zitten en dat deze twee elkaar aanvullen en versterken. Daarmee gaat hij uit van de leer van Anton LaVey. Het album ‘Avé’ van Venom Inc. is voor een groot deel geïnspireerd op deze levensovertuiging.

## Gear

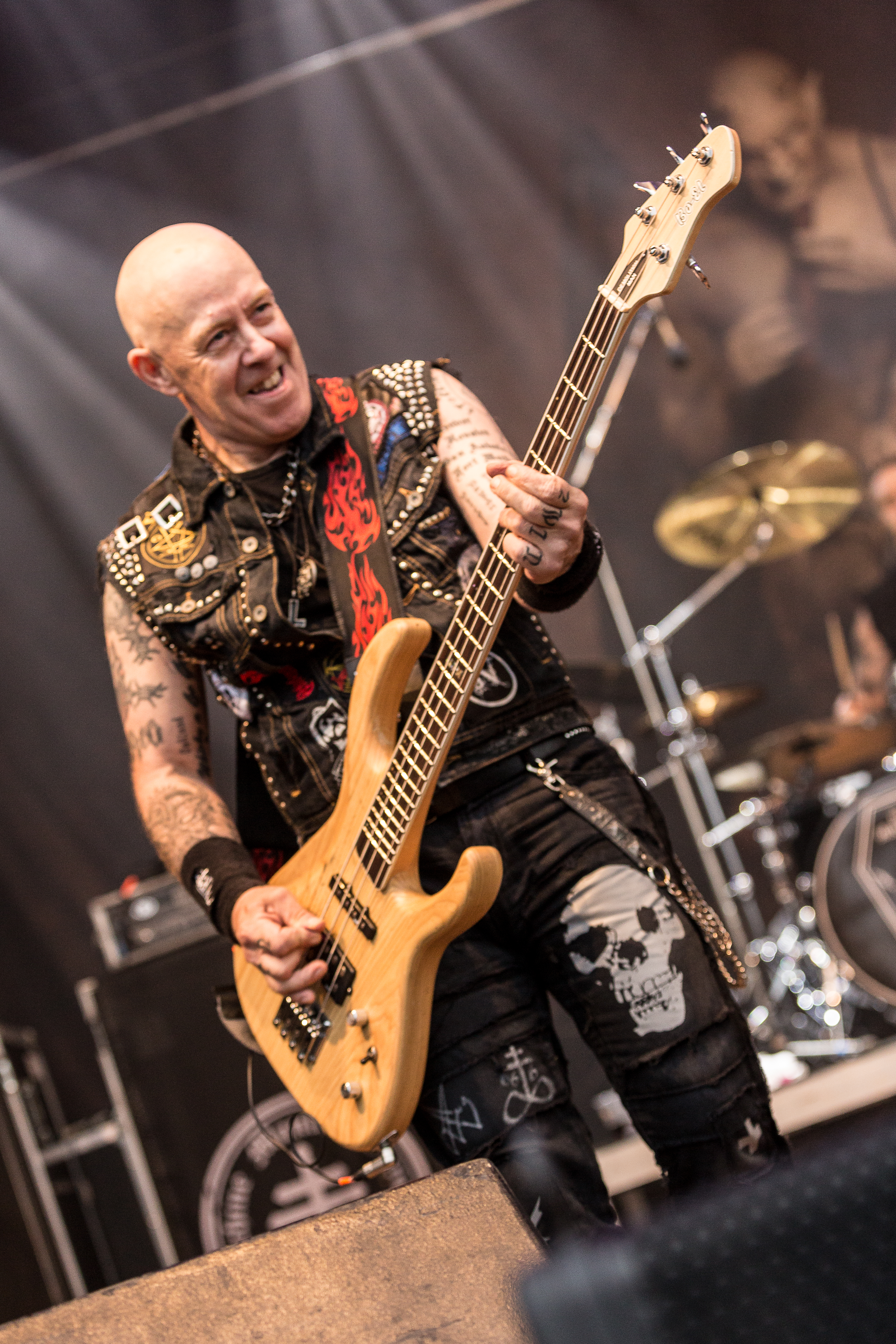
Dolan in 2019

- Aria Pro II Cardinal Series CSB-380
- Aria Pro II SB-1000
- Ibanez Artist bass (red finish, waar hij mee afgebeeld staat op de Venom Live 90 gig)
- Overwater bass
- M-16 bass
- Infinity Perspex bass
- B.C.Rich Zombie bass clone (custom)
- Washburn five-string
- Rickenbacker 4001
- LTD F-414FM
- Brian May guitar

In 2017 kondigde Dolan aan voortaan exclusief op het Nederlandse gitaarmerk Bo~EL Guitars te spelen. Hij speelt de Bo~EL Big Generator viersnarige basgitaar.
Daarnaast gebruikt hij:
- Dunlop strings (55-110)
- Custom plectra
- Boss effecten
- Tech 21 en Ampeg versterking

## Discography

### Atomkraft
| Jaartal | Titel                            | Soort         | Functie         |
| ------- | -------------------------------- | ------------- | --------------- |
| 1985    | Future Warriors'                 | EP            | Zang, basgitaar |
| 1986    | Queen of Death                   | EP            | Zang, basgitaar |
| 1987    | Tonpress                         | Album         | Zang, basgitaar |
| 1987    | Conductors of Noize              | Album         | Zang, basgitaar |
| 2005    | Total Metal - The NEAT Anthology | Verzamelalbum | Zang, basgitaar |

### Venom
| Jaartal | Titel                | Soort | Functie         |
| ------- | -------------------- | ----- | --------------- |
| 1989    | Prime Evil           | EP    | Zang, basgitaar |
| 1990    | Tear Your Soul Apart | Album | Zang, basgitaar |
| 1991    | Temples of Ice       | Album | Zang, basgitaar |
| 1992    | The Waste Lands      | Album | Zang, basgitaar |

Daarnaast is een groot aantal live- en verzamelwerken verschenen over de Venom periode met Demolition Man.

### M-Pire Of Evil
| Jaartal | Titel                  | Soort           | Functie         |
| ------- | ---------------------- | --------------- | --------------- |
| 2011    | Creatures Of The Black | EP              | Zang, basgitaar |
| 2012    | Hell To The Holy       | Zang, basgitaar |                 |
| 2013    | Crucified              | Album           | Zang, basgitaar |

### Venom Inc.
| Jaartal | Titel           | Soort           | Functie         |
| ------- | --------------- | --------------- | --------------- |
| 2017    | ’’Dein Fleish’’ | Single          | Zang, basgitaar |
| 2017    | ‘’Avé’’         | Zang, basgitaar |                 |

### Gastoptredens
| Jaartal | Band           | Titel                    | Functie                                                  |
| ------- | -------------- | ------------------------ | -------------------------------------------------------- |
| 2000    | Dogmatix       | Conspiracy               | Gitaar, basgitaar                                        |
| 2004    | Mantas         | Zero Tolerance           | basgitaar                                                |
| 2004    | Superthriller  | Zero                     | blues gitaarsolo op ‘Upgrade’                            |
| 2011    | Joe Matera     | Slave To The Fingers EP  | basgitaar                                                |
| 2012    | Joe Matera     | Creature Of Habit        | basgitaar                                                |
| 2012    | Eversin        | Tears On The Face Of God | zang op "Nightblaster"                                   |
| 2013    | Ultra-Violence | Privilege to Overcome    | Narratief op “The Voodoo Cross”                          |
| 2014    | Axecuter       | Raise the Axe EP         | Tweede zang op “Blackened Are The Priests” (Venom Cover) |
| 2014    | Satanika       | Nightmare                | Zang op “Deathwitch Possession”                          |
| 2015    | Christfuck     | HellGoat Militia (EP)    | Zang op “Exiled Archangels” (Rotting Christ cover)       |
| 2015    | Edenkaiser     | Dominum ex Mortis        | Tweede zang op “Hail to the Godslayer”                   |

## Films
Dolan begon zijn carrière in de filmindustrie als technisch adviseur en hij ontwierp technische snufjes in films. Zo ontwierp hij mee aan de vliegende auto in de door Ian Flemming geschreven  filmmusical ‘Chitty Chitty Bang Bang’, met Dick van Dyke in de hoofdrol. Later in zijn carrière schuift hij door naar een plek voor de camera, naast Sylvester Stallone in Judge Dredd en naast Russel Crowe in Master and Commander: The Far Side of the World.  Ook speelt hij kleine bijrollen en bekwaamt hij zich als editor. Voor de eerste videoclip van de Venom Inc. single, ‘Dein Fleish’, schrijft hij het scenario en is hij de regisseur en editor.

### Als acteur
| Jaartal | Titel                                            | Rol                               |
| ------- | ------------------------------------------------ | --------------------------------- |
| 1995    | Judge Dredd                                      | Ivan                              |
| 1999    | Wild Wild Web                                    | Editor, diverse kleine bijrollen  |
| 2003    | Master and Commander: The Far Side of the World  | Mister Lamb (de scheepstimmerman) |
| 2004    | Battlefield Britain                              | Koninklijk musketier / gevangene  |
| 2004    | Dirty War                                        | Lead TSG Officer                  |
| 2005    | Rock Milestones: Pink Floyd's Wish You Were Here | zichzelf                          |
| 2014    | A History Of A Time To Come                      | zichzelf                          |